# Al Fiore
Al Fiorentino, conhecido como Al Fiore, (Chicago, 30 de dezembro de 1922 — Chicago, 25 de outubro de 1996) foi um gaitista estadunidense.
Foi um dos harmonicistas membros do Jerry Murad's Harmonicats. Ele tinha 265 libras de peso e era o cômico do grupo. Suas performances com a vineta, uma harmônica com 30 polegadas de comprimento, sempre chamavam a atenção quando eles se apresentavam. 
Antes de integrar os Harmonicats, também participou do The Harmonica Madcaps junto com Jerry Murad, Pete Pedersen e Bob Hadamik em 1973 até que Murad e Pedersen integraram  os The Harmonica Rascals. Depois que Murad deixou os Rascals, reagruparam-se junto com Don Les, Ronny Salzman e uma cantora para formar The Quintones, sob a direção de Jimmy Mulcay. Com a saída de Salzman Murad, Les e Mulcay formaram os The Harmonicats.
Al Fiore deixou o grupo em 1982 e continuou tocando no Windy City Harmonica Club até sua morte.

## Gravações
- Jerry Murad's Harmonicats Greatest Hits, Columbia Records,
- Cherry Pink & Apple Blossom White, Columbia Records,
- Harmonica Classics, Microgroove Records,
- Harmonicats, Varese Vintage,